# Talang Durian (Semidang Alas)
Talang Durian is een bestuurslaag in het regentschap Seluma van de provincie Bengkulu, Indonesië. Talang Durian telt 516 inwoners (volkstelling 2010).